# Репей
Репеят (Arctium) е род двугодишни покритосеменни растения от семейство Сложноцветни (Asteraceae).

## Разпространение
Родът репей е родом от Европа и Азия, но видовете са широко разпространени по целия свят.

## Описание
Растенията от този род имат тъмнозелени листа, които могат да достигнат до 70 см на дължина. Те обикновено са големи, груби и яйцевидни, като по-ниските са с форма на сърце. Отдолу са вълнисти. Листните дръжки обикновено са кухи.
Цъфтят от юли до октомври. Цветовете от репей осигуряват прашец и нектар за пчелите около месец август, когато детелината е на изчезване и преди златната пръчка (Solidago) да започне да цъфти.
Корените на репея, наред с други растения, се ядат от ларвата на Hepialus humuli. Растението се използва за храна и на други пеперуди, включително Euproctis chrysorrhoea, Coleophora paripennella, Coleophora peribenanderi, Naenia typica, Eupithecia centaureata и Odontopera bidentata.
Бодливите глави на тези растения са известни с това, че лесно се захващат по козината на животните и по дрехите на хората, което е отличен механизъм за разпръскване на семената на растението. Известни са случаи, при които птици се заплитат в тях и тъй като не са в състояние да се освободят умират.

## Приложение
Въпреки че репеят не намира приложение в съвременната европейска кухня, той се използва за храна в Япония, Корея и Тайван, а коренът на младите растения се консумира като кореноплоден зеленчук в Източна Азия. Растенията се култивират заради тънките си корени, които могат да растат до около един метър на дължина и два сантиметра в диаметър. Корените от репей са били използвани като заместители на картофите в Русия.
Репеят в комбинация с глухарче се използва в безалкохолна напитка, популярна в Обединеното кралство.
В Европа коренът от репей е бил използван в бирата преди широкото приложение на хмела за тази цел.

### Народна медицина
Народните билкари смятат изсушения репей за диуретик и средство за пречистване на кръвта. Семената от обикновен репей (A. lappa) се използват в традиционната китайска медицина под името niubangzi (на китайски: 牛蒡子).
Репеят е традиционна лечебна билка, използвана при много заболявания. Екстракт от корен от репей се използва в Европа за лечение на скалпа, а в Америка листата се задушават с мляко и се използват като противоотрова при ухапвания от гърмяща змия.

## Видове
Голям брой видове са били поставени в род Репей, но повечето от тях сега са класифицирани в рода Cousinia. Точните граници между двата рода са трудни за определяне. Репеят понякога се бърка с видовете от род Xanthium и ревен (Rheum).
Понастоящем в рода са приети следните видове:
- Arctium atlanticum (Pomel) H.Lindb. – Алжир и Мароко
- Arctium debrayi Senay – Франция и Белгия
- Arctium lappa L. – Европа и Азия (внесен е в Северна Америка, Австралия и Нова Зеландия)
- Arctium leiobardanum Juz. & C.serg. ex Stepanov – Сибир
- Arctium minus (Hill) Bernh. – Европа и югозападна Азия; внесен е в Северна и Южна Америка, Австралия и Нова Зеландия
- Arctium nemorosum Lej.	 – Европа, Кавказ и Гренландия
- Arctium neumani (Rouy) Rouy – Централна и Източна Европа
- Arctium nothum (Ruhmer) J.Weiss – Централна и Източна Европа
- Arctium palladini (Marcow.) R.E.Fr. & Söderb. – Турция, Иран и Кавказ
- Arctium palladinii Grossh. – Иран и Кавказ
- Arctium platylepis (Boiss. & Bal.) Sosn. ex Grossh. – Турция, Иран и Кавказ
- Arctium pseudarctium (Bornm.) Duist. – Афганистан и Таджикистан
- Arctium sardaimionense Rassulova & B.A.Sharipova – Таджикистан
- Arctium scanicum (Rouy) Rouy – Франция и Белгия
- Arctium tomentosum Mill. – Северна и Източна Европа, Турция, Иран, Кавказ и Сибир, внесен е в Северна Америка